# سيد أكرم حسين
سيد أكرم حسين (بالبنغالية: সৈয়দ আকরম হোসেন)‏ هو أستاذ جامعي بنغلاديشي، ولد في 1944.